# One Day as a Lion
One Day as a Lion (abreviado O.D.A.A.L.) es un proyecto musical iniciado en 2008 por los músicos estadounidenses Zack de la Rocha, vocalista de Rage Against the Machine, y Jon Theodore, exbaterista de The Mars Volta. El dúo combina elementos de rock, metal, rap y punk.

## Historia
Zack de la Rocha había conocido a Jon Theodore varios años antes de la formación de la banda, cuando quedó impresionado con sus habilidades como baterista, que lo comparan con John Bonham y Elvin Jones.
Theodore fue el batería original del grupo The Mars Volta hasta el disco Amputechture, mientras que de la Rocha fue vocalista de Rage Against the Machine durante 1990 hasta el 2000, volviendo al grupo en 2008. One Day as a Lion destaca por las melodías con la firma de Zack de la Rocha, las cuales, fiel a su estilo, hacen hincapié en la política y en los temas activistas como forma de protesta social. Pero su estilo es ligeramente diferente al de Rage Against the Machine, en One Day as a Lion las canciones son más melódicas, sin el uso prolongado del rap como en sus otros trabajos con RATM.
El 16 de julio de 2008, fue publicada la canción "Wild International" en el mySpace oficial de la banda.
El EP debut y homónimo de la banda salió a la venta el 18 de julio de 2008 en Australia, y cuatro días después en EE. UU.

## Discografía
- One Day as a Lion (EP) (2008)

## Miembros
- Zack de la Rocha - vocalista, teclado
- Jon Theodore - batería